# Грчка православна црква
Грчка православна црква (грч. Ορθόδοξη Εκκλησία της Ελλάδος) јесте помјесна и аутокефална црква са достојанством архиепископије. Налази се на 11. мјесту у диптиху, под називом Хеладско-Атинска архиепископија.

## Устројство
Највиша власт у Грчкој цркви припада Светом архијерејском синоду, који се састоји из свих епархијских архијереја. Сви они имају титулу митрополита. На челу Синода стоји архиепископ атински и све Грчке, кога бира Синод из реда митрополита. Након избора, у року од пет дана, предсједник Републике Грчке издаје указ о његовом признању након чега се врши устоличење.
Стални свети синод, који се бави свакодневним питањима црквене управе, састоји се из архиепископа и 12 митрополита. Архиепископ је стални предсједник, док се остали митрополити мијењају.

## Савремено стање
Грчка православна црква се састоји из 81 епархије. Њих 36, које се налазе на сјеверу Грчке и на великим острвима на сјеверу (тзв. Нове територије) номинално су под јурисдикцијом Цариградске патријаршије. Од 12 митрополита у Сталном светом синоду, њих 6 представља Нове територије.
Епархије Крита и Додеканеза, као и сви светогорски манастири, под непосредном су јурисдикцијом Цариградске патријаршије и не сматрају се дијелом Грчке православне цркве.
Црква има око 200 манастира, и обухвата око 8 милиона вјерника (од 10,6 милиона становника Грчке).
Неки од митрополита су Серафим Менцелопулос, Антим Русас и Амвросије Ленис.

## Митрополије Грчке цркве
- Александрупољска митрополија
- Арголидска митрополија
- Артска митрополија
- Атинска архиепископија
- Веријска, Науска и Камбанијска митрополија
- Гитијска и Итилска митрополија
- Глифадска митрополија
- Гортинска и Мегалопољска митрополија
- Гревенска митрополија
- Гумениска, Аксиопољска и Поликастрска митрополија
- Дидимотихска и Орестиадска митрополија
- Димитриадска и Алмироска митрополија
- Драмска митрополија
- Дринупољска, Погонианиска и Конициска митрополија
- Закинтска митрополија
- Зихниска и Неврокопска митрополија
- Идрска, Спетска и Егинска митрополија
- Јерисоска, Светогорска и Ардамериска митрополија
- Илиска митрополија
- Јањинска митрополија
- Калавритска и Егиалиска митрополија
- Каристиска и Скироска митрополија
- Карпенисионска митрополија
- Касандријска митрополија
- Касторијска митрополија
- Керкирска, Паксиска и Диапонтиских острва митрополија
- Кесарианиска, Виронска и Имитоска митрополија
- Кефалонијска митрополија
- Китроска, Катерининска и Платамонска митрополија
- Китирска митрополија
- Коринтска, Сикионска, Земенонска, Тарска и Политенгоска митрополија
- Ксантијска и Перифеориска митрополија
- Лангадаска, Литиска и Рендинска митрополија
- Лариска и Тирнавоска митрополија
- Левкаска и Итакијска митрополија
- Лемноска и Свтога Евстратија митрополија
- Мантиниска и Кинуриска митрополија
- Маронијска и Комотиниска митрополија
- Мегарска и Саламинска митрополија
- Месогејска и Лавреотикијска митрополија
- Месиниска митрополија
- Митилинска, Јересоска и Пломарионска митрополија
- Митрополија Илиона, Ахарне и Петруполиса
- Митрополија Китијса, Амарусиона и Оропоса
- Мифимниска митрополија
- Монемвасијска и Спартанска митрополија
- Навпактска и Светога Власија митрополија
- Неакриниска и Каламаријска митрополија
- Неапољска и Ставрупољска митрополија
- Никејска митрополија
- Никопољска и Превезијска митрополија
- Ново-Јонијска и Филадељфиска митрополија
- Ново-Смирнска митрополија
- Парамитиска, Фиљтеска, Гиромериска и Паргаска митрополија
- Паронаксијска митрополија
- Патрска митрополија
- Перистерионска митрополија
- Пирејска митрополија
- Полијанска и Килкиска митрополија
- Самоска и Икариска митрополија
- Сервиска и Козаниска митрополија
- Серска и Нигритска митрополија
- Сидирокастронска митрополија
- Сироска, Тиноска, Андроска, Кеаска и Милоска митрополија
- Сисанијска и Ситистска митрополија
- Стагонска и Метеорска митрополија
- Трикијска и Стагонска митрополија
- Трифилиска и Олимпијска митрополија
- Тесалиотидска и Танариоферсаљска митрополија
- Солунска митрополија
- Тивска и Левадиска митрополија
- Филипијска, Неапољска и Тасоска митрополија
- Тирска, Аморгоска и Острвска митрополија
- Флоринска, Преска и Еордејска митрополија
- Фокидска митрополија
- Тиотидска митрополија
- Халкидска митрополија
- Хиоска, Псариска и Инуска митрополија
- Едеска, Пелска и Алмопијска митрополија
- Еласонска митрополија
- Елевтерупољска митрополија
- Етолијска и Акарнаниска митрополија